# 津津乐菊花包

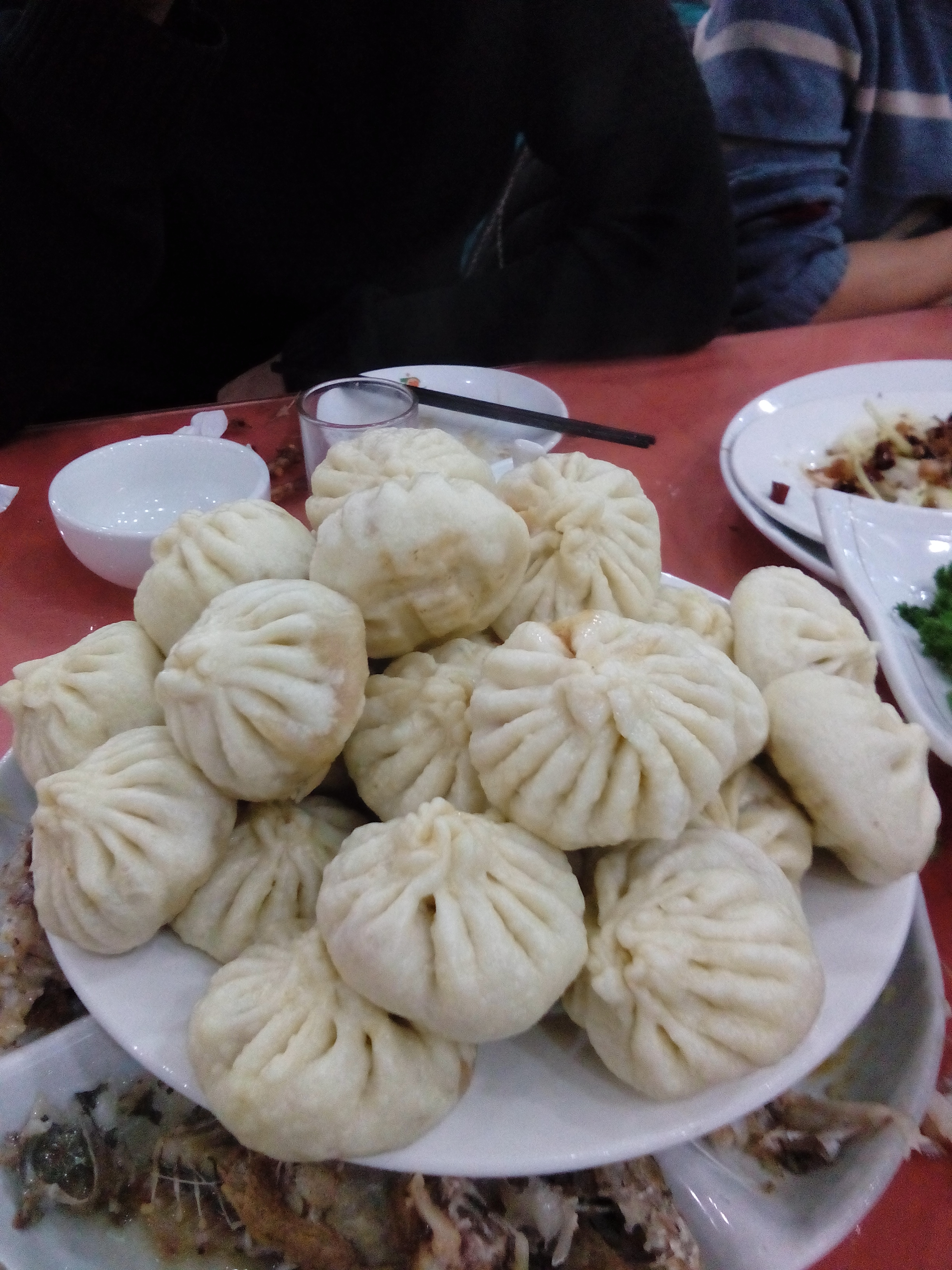
邯郸地区的特色小吃——津津乐包子

津津乐菊花包又称菊花包、津津乐是河北邯郸的面食小吃。菊花包外形美观、质鲜味美且历史悠久。

## 起源
菊花包由天津正宗狗不理传人第三代高焕章、第五代高渊亲传技艺。津津乐菊花包与张小生包子、鸿来顺津味包、老幼乐包子、合计包子同为邯郸地区较为出名的包子类面食小吃。

## 評價
- 2001年获河北省烹饪大赛风味品种竞赛银奖[1][2]。